# Stazione Vanda

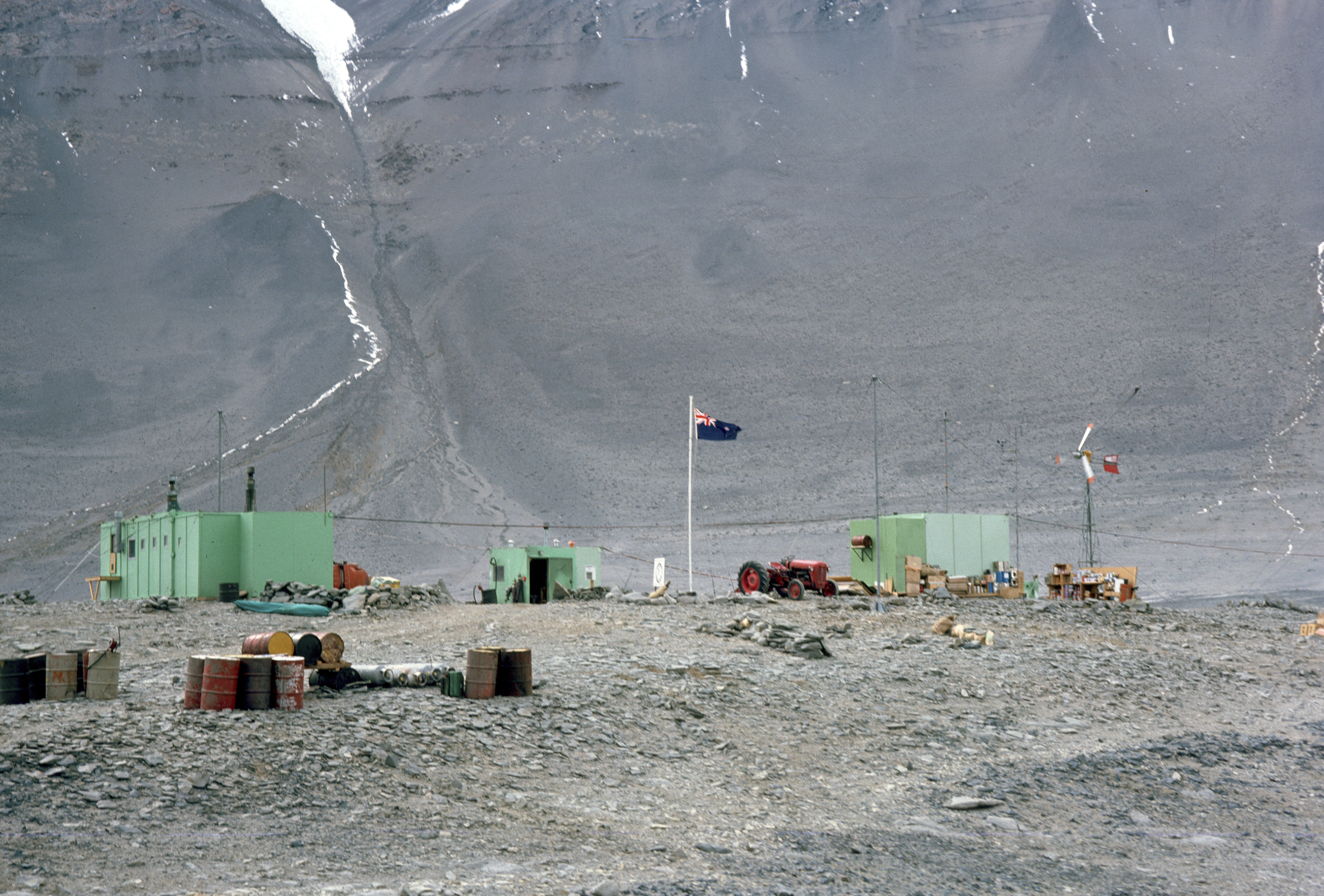
La stazione nel 1975

La stazione Vanda (Vanda station in lingua inglese), era una base neozelandese di ricerca situata nella Terra della Regina Vittoria, nella Dipendenza di Ross nell'Antartide. Si trovava sulle sponde del lago Vanda, alla foce del fiume Onyx, nella valle di Wright.
Era costituita da quattro edifici costruiti durante i mesi estivi delle estati australi del 1967–1968 e 1968–1969, e un team di quattro persone la occupò da gennaio al 19 ottobre 1969. Nei successivi periodi invernali fu occupata nel 1970 e 1974. Durante la stagione estiva invece la stazione funzionava con uno staff completo di ricercatori. I programmi scientifici di ricerca comprendevano studi sulla meteorologia, idrologia, sismologia, correnti elettriche e magnetismo. La stazione era posta sotto l'amministrazione del Department of Scientific and Industrial Research (DSIR) della Nuova Zelanda e riceveva supporto logistico dalla base Scott, insediamento permanente neozelandese sull'isola di Ross.
Nel 1995 la stazione venne chiusa a causa della preoccupazione per gli aspetti ambientali. Infatti le varie attività connesse con l'occupazione della base, incluse escavazioni nel terreno, costruzione di edifici, disturbi causati dal movimento dei veicoli, conservazione dei prodotti deperibili, eliminazione dei rifiuti e occasionali spargimenti di liquami, condussero alla decisione di chiudere la stazione. Dopo la cessazione delle attività furono tuttavia condotte per alcuni anni analisi delle acque del lago Vanda e delle sue alghe per accertarsi che non fossero rimaste contaminate dalle acque di scarico.
Attualmente nel sito della ex stazione è stata installata una stazione meteorologica automatica ed è presente un rifugio, chiamato Lake Vanda Hut, che viene occupato solo durante i mesi estivi da un gruppo di 2-8 ricercatori neozelandesi.
La stazione Vanda è la località dove è stata registrata la temperatura più alta a sud del circolo polare antartico, 15 °C il 5 gennaio 1974.